# Amanush
Amanush è un film indiano del 1975 prodotto e diretto da Shakti Samanta.